# 我们是圣战士
我们是圣战士是恐怖组织伊斯兰国发布的首个中文“圣战”歌曲，一度引起华人世界的紧张情绪。发行版本的原曲叫《我们是Mujahid》，Mujahid是阿拉伯语“圣战士”的英语化词汇。这是一首合唱歌曲，歌曲全长4分06秒。相传该曲子很可能是从中国大陆脱逃去伊斯兰国的维吾尔人创作。

## 禁令
根据德国刑法86a条之列，在德国传播、演唱此歌曲将触犯刑法。德国禁止展示伊斯兰国的一切政治象征，除非它用于教育和学术研究。
在中国，传播任何恐怖主义或极端主义有关信息都会触犯《中华人民共和国反恐怖主义法》或《中华人民共和国刑法》第一百二十条之三的规定，涉嫌宣扬恐怖主义、极端主义、煽动实施恐怖活动罪，处五年以下有期徒刑、拘役、管制或者剥夺政治权利，并处罚金；情节严重的，处五年以上有期徒刑，并处罚金或者没收财产。